# Patthana
Patthana (pāli: paṭṭhāna; pol.: Księga zależności; ang.: The Book of Relations) – jest buddyjskim tekstem, częścią Kanonu palijskiego buddyzmu therawady. Jest zawarty w Abhidhamma Pitace (pāli: abhidhammapiṭaka). Patthana to nieproporcjonalnie największy tom Tipitaki (pāli: Tipiṭaka; pol.: Trzy kosze; ang.: three baskets), czyli Kanonu Pali. W edycji siamskiej zawiera ponad 6.000 stron.
Patthana opisuje 24 paccaya, lub prawa dotyczące zależności pojawiających się pomiędzy dhammami (pāli: dhamma). Te prawa, zastosowane we wszystkich możliwych permutacjach pomiędzy dhammami, opisanymi w Dhammasangani (księga 1. Abhidhammy), dają pełny wachlarz wszystkich dostępnych poznaniu doświadczeń.
[2]

## Tłumaczenie angielskie Patthany
- Conditional Relations (vol I), tłum. z Pali: Czcig. U Narada (Oxford: Pali Text Society [1], 1969). Część pierwsza sekcji Tika-patthana.
- Conditional Relations (vol II), tłum. z Pali: Czcig. U Narada (Oxford: Pali Text Society [1], 1981). Część druga sekcji Tika-patthana.
- A Guide to Conditional Relations, tłum. z Pali: Czcig. U Narada (Oxford: Pali Text Society [1], 1978). Wprowadzenie i przewodnik dotyczący pierwszych 12 stron (!) Patthany.

## Treść Patthany
Patthana, "Księga warunkowych relacji" (ang.: Book of Conditional Relations) jest prawdopodobnie najważniejszym tekstem w Abhidhamma Pitaka i stąd jest tradycyjnie określana jako "Wielki traktat" (pāli: mahapakarana). Gigantyczna zarówno w rozmiarach jak i w treści księga, składa się z pięciu tomów o łącznej sumie 2500 stron w birmańskim tekście edycji utworzonej na Szóstym Soborze Buddyjskim. Celem Patthany jest zastosować jej schemat 24 warunkowych relacji, do wszystkich fenomenów zawartych w matrycy Abhidhammy. Główna część tekstu ma cztery rozdziały:
1. powstawanie w oparciu o metodę pozytywną
2. powstawanie w oparciu o metodę negatywną
3. powstawanie w oparciu o metodę pozytywno-negatywną
4. powstawanie w oparciu o metodę negatywno-pozytywną.

Każdy z nich ma sześć podrozdziałów:
1. powstawanie triad
2. powstawanie diad
3. powstawanie połączenia diad i triad
4. powstawanie połączenia triad i diad
5. powstawanie połączenia triad i triad
6. powstawanie połączenia diad i diad

Wewnątrz tego wzorca 24 sekcji, stosowane są 24 tryby zależności. Zależności te są odnoszone do wszystkich fenomenów istnienia we wszystkich możliwych do wyobrażenia permutacjach. Pomimo suchego i tabularycznego układu, Patthana może być z łatwością doceniona nawet przez humanistycznego "profana", jako monumentalne dzieło ludzkiego umysłu. Zdumiewa szeroką wizją, rygorystyczną logiką i wielką dbałością o detale. Dla ortodoksji therawady, jest najbardziej elokwentnym świadectwem, pozbawionej wszelkich przeszkód, wszechwiedzy Buddy. 
Dwadzieścia cztery rodzaje zależności to:
1. Warunek Przyczyny : hetu paccaya
2. Warunek Przedmiotu : āramman.a paccaya
3. Warunek Dominacji : adhipati paccaya
4. Warunek Bliskości : anantara paccaya
5. Warunek Przylegania : samanantara paccaya
6. Warunek Współpowstawania : sahajāta paccaya
7. Warunek Wzajemności : aññamañña paccaya
8. Warunek Wspierania : nissaya paccaya
9. Warunek Decydującego Wspierania : upanissaya paccaya
10. Warunek Uprzedniego Powstawania : purejāta paccaya
11. Warunek Późniejszego Powstawania : pacchājāta paccaya
12. Warunek Powtarzania : āsevana paccaya
13. Warunek Kammy : kamma paccaya
14. Warunek Rezultatu : vipāka paccaya
15. Warunek Pożywienia : āhāra paccaya
16. Warunek Zdolności : indriya paccaya
17. Warunek Jhāny : jhāna paccaya
18. Warunek Ścieżki : magga paccaya
19. Warunek Związania : sampayutta paccaya
20. Warunek Rozpadu : vippayutta paccaya
21. Warunek Obecności : atthi paccaya
22. Warunek Nieobecności : natthi paccaya
23. Warunek Zanikania : vigata paccaya
24. Warunek Niezanikania : avigata paccaya

W tradycji buddyzmu Birmy recytacja tych dwudziestu czterech zależności ma działanie ochronne.